# Zambia ai Giochi della XXX Olimpiade
Lo Zambia ha partecipato ai Giochi della XXX Olimpiade di Londra che si sono svolti dal 27 luglio al 12 agosto 2012. È stata la 12ª partecipazione degli atleti zambiani ai giochi olimpici estivi.
Gli atleti della delegazione zambiana sono stati 7 (5 uomini e 2 donne), in 2 discipline. Alla cerimonia di apertura il portabandiera è stato Prince Mumba, atleta specializzato nelle gare di mezzofondo; nessun portabandiera ha presenziato alla cerimonia di chiusura.
Nel corso della manifestazione lo Zambia non ha ottenuto alcuna medaglia.

## Atletica leggera
| Q | Qualificato al turno successivo per la posizione in qualificazione                                                           |
| q | Qualificato per il turno successivo per ripescaggio o, negli eventi su campo, conquistando la misura minima per qualificarsi |

### Maschile
Eventi di corsa su pista e strada
| Atleta       | Evento | Batteria  | Batteria  | Quarti di finale | Quarti di finale | Semifinale      | Semifinale      | Finale          | Finale          |
| Atleta       | Evento | Risultato | Posizione | Risultato        | Posizione        | Risultato       | Posizione       | Risultato       | Posizione       |
| ------------ | ------ | --------- | --------- | ---------------- | ---------------- | --------------- | --------------- | --------------- | --------------- |
| Gerald Phiri | 100 m  | Bye       | Bye       | 10"16            | 3° Q             | 10"11           | 5°              | non qualificato | non qualificato |
| Prince Mumba | 800 m  | 1'49"07   | 7°        | N.D.             | N.D.             | non qualificato | non qualificato | non qualificato | non qualificato |

### Femminile
Eventi di corsa su pista e strada
| Atleta          | Evento | Batteria  | Batteria  | Quarti di finale | Quarti di finale | Semifinale      | Semifinale      | Finale          | Finale          |
| Atleta          | Evento | Risultato | Posizione | Risultato        | Posizione        | Risultato       | Posizione       | Risultato       | Posizione       |
| --------------- | ------ | --------- | --------- | ---------------- | ---------------- | --------------- | --------------- | --------------- | --------------- |
| Chauzje Choosha | 100 m  | 12"29     | 4ª        | non qualificata  | non qualificata  | non qualificata | non qualificata | non qualificata | non qualificata |

## Judo
Maschile
| Atleta        | Evento | 16-esimi             | Ottavi                       | Quarti               | Semifinali           | Ripescaggio          | Med. bronzo          | Finale               | Posizione       |
| Atleta        | Evento | Avversario Risultato | Avversario Risultato         | Avversario Risultato | Avversario Risultato | Avversario Risultato | Avversario Risultato | Avversario Risultato | Posizione       |
| ------------- | ------ | -------------------- | ---------------------------- | -------------------- | -------------------- | -------------------- | -------------------- | -------------------- | --------------- |
| Boas Munyonga | -81 kg | Bye                  | T. Nakai (JPN) P (0000-1000) | non qualificato      | non qualificato      | non qualificato      | non qualificato      | non qualificato      | non qualificato |

## Nuoto e sport acquatici

### Nuoto
Maschile
| Atleta      | Evento      | Batterie | Batterie   | Semifinali      | Semifinali      | Finale          | Finale          |
| Atleta      | Evento      | Tempo    | Classifica | Tempo           | Classifica      | Tempo           | Classifica      |
| ----------- | ----------- | -------- | ---------- | --------------- | --------------- | --------------- | --------------- |
| Zane Jordan | 100 m dorso | 58"47    | 43º        | non qualificato | non qualificato | non qualificato | non qualificato |

Femminile
| Atleta               | Evento             | Batterie | Batterie   | Semifinali      | Semifinali      | Finale          | Finale          |
| Atleta               | Evento             | Tempo    | Classifica | Tempo           | Classifica      | Tempo           | Classifica      |
| -------------------- | ------------------ | -------- | ---------- | --------------- | --------------- | --------------- | --------------- |
| Jade Ashleigh Howard | 100 m stile libero | 59"35    | 39ª        | non qualificata | non qualificata | non qualificata | non qualificata |

## Pugilato
Maschile
| Atleta          | Evento                     | Sedicesimi           | Ottavi di finale     | Quarti di finale     | Semifinali           | Finale               | Pos. |
| Atleta          | Evento                     | Avversario Risultato | Avversario Risultato | Avversario Risultato | Avversario Risultato | Avversario Risultato | Pos. |
| --------------- | -------------------------- | -------------------- | -------------------- | -------------------- | -------------------- | -------------------- | ---- |
| Gilbert Choombe | Pesi superleggeri (-64 kg) | J. Horn (AUS) P 5-19 | non qualificato      | non qualificato      | non qualificato      | non qualificato      | 17º  |